# 瓦桑加利苏丹国
瓦桑加利苏丹国（索馬利亞語：、阿拉伯语：‎）是索马里人建立统治索马里东北部和东南部的帝国。在其鼎盛时期，包括萨纳格州和索马里国东北部的巴里州，历史上称为马科希尔或马科希尔海岸地区。13世纪后期，索马里北部的瓦桑加利哈德尔家族的分支，建立苏丹国。1884年，英国建立了英属索马里通过各种条约，将包括瓦桑加利苏丹国的北部索马里国家作为保护国。